# Divinity (chaîne de télévision)
Pour l’article homonyme, voir Divinity.
Divinity est une chaine de télévision privée espagnole dont la programmation est orientée vers un public féminin, appartenant au groupe Mediaset España.

## Historique

### Projet - LaNueve
Avec l'agrandissement du nombre de chaînes de télévision sur le réseau numérique en Espagne dans l'année 2010, le groupe Gestevisión Telecinco avant la fusion avec Cuatro, réfléchit à élargir son offre de chaînes avec un canal gratuit destiné à un public féminin. La création d'une chaîne aurait eu lieu le 1er septembre 2010, elle devait être nommée LaNueve, suivant ainsi un positionnement dans les neuf premiers canaux diffusés, débutée par le groupe avec LaSiete. Sa programmation devait se baser sur des programmes d'actualité, des divertissements, de séries dramatiques et de magazines d'informations pour les femmes.
Un mois après l'annonce de LaNueve, le projet est supprimé à la suite de la création de la chaîne Boing destiné aux enfants.

### Divinity
Le 23 février 2011, de nombreux sites internet relayent un écho révélant la création de deux chaînes par Gestevisión Telecinco, une destinée pour un public masculin, une autre pour un public féminin et suggèrent alors le retour de LaNueve. Le lendemain, le groupe confirme cette information par un communiqué de presse et présente la chaîne dédiée aux femmes. Celle-ci s'appelle Divinity avec une programmation générale identique au projet de LaNueve.
La chaîne effectue des tests de diffusion à partir du 1er mars 2011 et commence à diffuser ses émissions régulières le 1er avril 2011. La chaîne est diffusée sur le multiplex de Cuatro à la place de la fréquence où émettait CNN+ puis Gran Hermano 24 horas.

### Identité visuelle (logo)

Logo du projet La Nueve
Logo de Divinity du 1er avril 2011 au 9 janvier 2012
Logo de Divinity depuis le 9 janvier 2012 au 6 février 2012
Logo de Divinity depuis le 6 février 2012